# داچا مارائینی
داچا مارائینی (ایتالیایی: Dacia Maraini؛ ‏ تلفظ ایتالیایی: [ˈda:tʃa maraˈi:ni]؛ زادهٔ ۱۳ نوامبر ۱۹۳۶) یک شاعر، کارگردان فیلم، فیلم‌نامه‌نویس، نویسنده، و نمایشنامه‌نویس اهل ایتالیا است.
از فیلم‌های او می‌توان به ماریانا اوکریا، خاطرات یک اپراتور تلفن و ترس و عشق اشاره کرد.
وی همچنین برندهٔ جوایزی همچون جایزه استرگا شده‌است.